# Diocese de Magua
A Diocese de Magua  foi uma diocese situada na República Dominicana, uma das primeiras das Américas. Criada pela bula papal Illius fulciti praesedio de 15 de novembro de 1504, emitida pelo Papa Júlio II e foi suprimida em 13 de agosto de 1511, pela bula Romanus pontifex illius, sendo sua área jurisdicionada à Diocese de Santo Domingo e seu único bispo, Alonso Manso, transferido para a Diocese de Porto Rico.

## Prelado
- Alonso Manso (1504 - 1511)